# Sparta Warriors
Sparta Warriors – norweski klub hokejowy z siedzibą w Sarpsborg.

## Sukcesy
- Złoty medal mistrzostw Norwegii (3 razy): 1984, 1989, 2011